# Roxanne Borski
Roxanne Borski (* 9. Februar 1992 in Berlin) ist eine deutsche Schauspielerin.

## Leben
Roxanne Borski startete im Alter von sieben Jahren ihre Schauspielkarriere. Seitdem hat sie in etwa 50 Fernseh- und fünf Kinoproduktionen mitgespielt. Dazu gehören u. a. Tausche Firma gegen Haushalt, Kinderanwältin Judith Kemp, Vater Undercover – Im Auftrag der Familie und In 80 Tagen um die Welt. Von 2005 bis 2007 war sie in der ZDF-Serie Die Rettungsflieger als "Sybille Liebermann" zu sehen. Sie lebt mit ihrer Familie in Berlin. In ihrer Freizeit tanzt sie Ballett, Modern Dance und Stepptanz und spielt Klavier.

## Filmografie
- 2000: Fieber III. Staffel
- 2001: Rosamunde Pilcher – Küste der Träume
- 2001: Abschnitt 40
- 2001: Kalte Berührung
- 2001: Wolffs Revier – Tausend kleine Helfer
- 2001: Im Namen des Gesetzes – Schockanrufe
- 2001: Victor – Der Schutzengel
- 2001: SOKO Leipzig – Eine Liebe
- 2001: Der Zimmerspringbrunnen
- 2001: Ninas Geschichte
- 2002: Schneemann sucht Schneefrau
- 2002: Scherbentanz
- 2003: Tausche Firma gegen Haushalt
- 2003: Sperling – Sperling und die Angst vor dem Schmerz
- 2003: Dr. Sommerfeld – Neues vom Bülowbogen – Stille Not
- 2004: Bella Block: Das Gegenteil von Liebe
- 2004: In 80 Tagen um die Welt
- 2004: Judith Kemp
- 2004: Jon are the Star
- 2005: Max und Moritz Reloaded
- 2005: Die Schokoladenkönigin
- 2005–2007: Die Rettungsflieger
- 2006: Der letzte Zeuge – Der Mörder meines Sohnes
- 2006: Vater Undercover – Im Auftrag der Familie
- 2006: Meine bezaubernde Feindin
- 2007: Das Glück am anderen Ende der Welt
- 2007: Mitten im Leben
- 2009: Die Blücherbande
- 2002–2012: Unser Charly
- 2010: Meine wunderbare Familie:...Auf neuen Wegen

## Auszeichnungen
- 2006: nominiert für den Comedy-Preis für die Serie Mitten im Leben